# Badminton bei den Asian Youth Games 2013
Die Sportart Badminton stand bei den Asian Youth Games 2013 erstmals im Programm der Spiele. Die Wettbewerbe fanden vom 17. bis zum 21. August 2013 in Nanjing statt. Von den fünf üblichen Einzeldisziplinen wurden 2013 jedoch nur drei ausgespielt.

## Austragungsort
- Sport Institute Gymnasium

## Sieger und Platzierte
| Disziplin    | Gold                        | Silber                                     | Bronze              |
| ------------ | --------------------------- | ------------------------------------------ | ------------------- |
| Herreneinzel | Lin Guipu                   | Lee Cheuk Yiu                              | Shi Yuqi            |
| Dameneinzel  | Qin Jinjing                 | Busanan Ongbumrungpan                      | Kisona Selvaduray   |
| Mixed        | Minoru Koga Akane Yamaguchi | Dechapol Puavaranukroh Puttita Supajirakul | Shi Yuqi Chen Yufei |

## Medaillenspiegel
| Rang   | Land                | Gold | Silber | Bronze | Gesamt |
| ------ | ------------------- | ---- | ------ | ------ | ------ |
| 1      | Volksrepublik China | 2    | 0      | 2      | 4      |
| 2      | Japan               | 1    | 0      | 0      | 1      |
| 3      | Thailand            | 0    | 2      | 0      | 2      |
| 4      | Hongkong            | 0    | 1      | 0      | 1      |
| 5      | Malaysia            | 0    | 0      | 1      | 1      |
| Gesamt | Gesamt              | 3    | 3      | 3      | 9      |